# André The Giant
Pour les articles homonymes, voir André et Giant.
André Roussimoff, connu sous le surnom d'André the Giant (« André le Géant » en français), né le 19 mai 1946 à Coulommiers et mort le 28 janvier 1993 à Paris, est un lutteur professionnel et acteur français.
Principalement célèbre pour son travail à la World Wrestling Entertainment, son physique hors-norme (2,18 m pour un poids allant jusqu'à 245 kg) lui valut le surnom de Eighth Wonder of the World (la « huitième merveille du monde »).
Unique Français à avoir été champion du monde de catch, il a été une fois champion du monde poids-lourds de la WWF ainsi qu'une fois champion du monde par équipes de la WWF avec Haku. Dans les années 1980, débute une rivalité avec Hulk Hogan qui est considérée par beaucoup comme l'une des plus importantes personnalités de l'histoire du catch. Il est le premier catcheur et le premier Français à avoir fait la une de Sports Illustrated.
Mort en 1993, il est à titre posthume le premier à entrer au Hall of Fame de la WWF peu de temps après son décès. En 1996, il est fait membre du Wrestling Observer Newsletter Hall of Fame. En 2014, lors de WrestleMania XXX, le Andre the Giant Memorial Battle est créé en son hommage par Hulk Hogan, honorant le spécialiste des batailles royales.

## Biographie
André Roussimoff naît à Coulommiers dans le département de Seine-et-Marne,, (d'anciennes sources indiquent à tort Grenoble en Isère) mais passe son enfance à Molien, un hameau jouxtant Ussy-sur-Marne, situé à une vingtaine de kilomètres au nord de Coulommiers.
Son père, Boris Roussimoff (1908-1993) est né à Ribaritsa, en Bulgarie, et rescapé des camps de travail et sa mère, Mariann Maraszek (1910-1998), est née à Korytnica, en Pologne. Il est le troisième d'une famille de cinq enfants : Antoine, Hélène, André, Mauricette et Jacques.
Très jeune, André Roussimoff développe les signes d'une acromégalie, atteignant 1,92 m et pesant 92 kg à l’âge de 14 ans.
Le dramaturge Samuel Beckett qui, en 1953, a acheté des terres près d'un hameau au nord-est de Paris, fait construire sa chaumière avec l'aide du père d'André, Boris Roussimoff.
Lorsque Samuel Beckett apprend que ce dernier rencontrait des difficultés pour amener son fils à l'école, il offre de l'y conduire avec son camion, car André Roussimoff ne parvenait pas à entrer dans le car scolaire,,. 
Plus tard, quand Roussimoff raconta ses trajets passés avec Samuel Beckett, il révéla qu'ils discutaient rarement d'autre chose que de cricket. André travaille avec son père et, chez Beckett, il s'occupe notamment de scier et de trancher le bois. Il sera écrit plus tard, et à tort, qu’il était bûcheron étant jeune.
Il se révèle bon élève, particulièrement en mathématiques, mais il abandonne après le CM1, car il ne pense pas avoir besoin d'une éducation secondaire pour devenir ouvrier agricole. 
Il a passé plusieurs années à travailler à la ferme de son père où, selon son frère Jacques, il pouvait effectuer le travail de trois hommes. Il a fait un apprentissage en menuiserie puis il a travaillé dans une usine de moteurs de ramasseuses-presses. Cependant, aucune de ces occupations ne lui apporta de satisfaction.
Alors qu'il passe son service militaire, l’armée le réforme car il ne rentre pas dans son uniforme, les militaires ne voulant pas lui confectionner d'uniformes sur mesure. Il déniche un boulot de fort des Halles à Paris. Sa tête dépassait des cageots, raconte Bob Plantin.

## Carrière

### Débuts en France (1963-1968)
Étienne Siry, manager de l’école de catch rue des Martyrs à Paris, se balade avec sa femme en Seine-et-Marne lorsqu’il croise André, au début des années 1960. André était en train de couper un arbre et Siry est fasciné par ce colosse. André avait une gueule de géant, il ne passe pas inaperçu. Étienne Siry le convainc de venir à Paris et de se mettre au catch.
À l'âge de 17 ans, André Roussimoff déménage à Paris, à l'école de catch rue des Martyrs, monsieur Jacky le prend en charge et tente de lui apprendre les rudiments du catch. Ce dernier essaie de lui apprendre à tomber, mais avec son gabarit, c’est très compliqué, impossible de jouer sur la souplesse. Alors sont privilégiées les chutes arrière. Rapidement, André the Giant fait des galas, quitte l’école rue des Martyrs et passe dans une autre écurie, celle de l’Élysée Montmartre, tenue par Roger Delaporte.
Il est alors remarqué par Robert Lageat, un ancien catcheur devenu manager, qui voyait en sa taille hors-norme un grand potentiel pour ce sport. Il s'entraîne la nuit et travaille comme déménageur la journée afin de percevoir un revenu. Rapidement, Roussimoff est surnommé le Géant Ferré, en référence au Grand Ferré, héros picard de la guerre de Cent Ans, et commence à pratiquer le catch à Paris et ses environs. Il s'entraîne avec Michel Saulnier et Daniel Dubail (le Petit Prince). En 1966, il rencontre le manager et catcheur canadien Frank Valois au 22 rue des Martyrs à Paris, qui va devenir son conseiller et entraîneur. Les premières affiches entonnent le reste, 20 ans, 2,11 m pour 146 kg, taille de chaussures 58 : « C’est plus du catch, c’est de l’escalade », s’époumone un speaker.
André le géant était plus fort que ses adversaires. « Des Américains, des Japonais », relate Alain Carpentier, et même un Tahitien. Tout était trop petit pour lui.
Il obtient son premier titre de champion de France de la Fédération Française de Catch Professionnel face à Franz Van Buyten le 20 janvier 1968 à Paris.

### Combats à l'étranger (1968-1973)

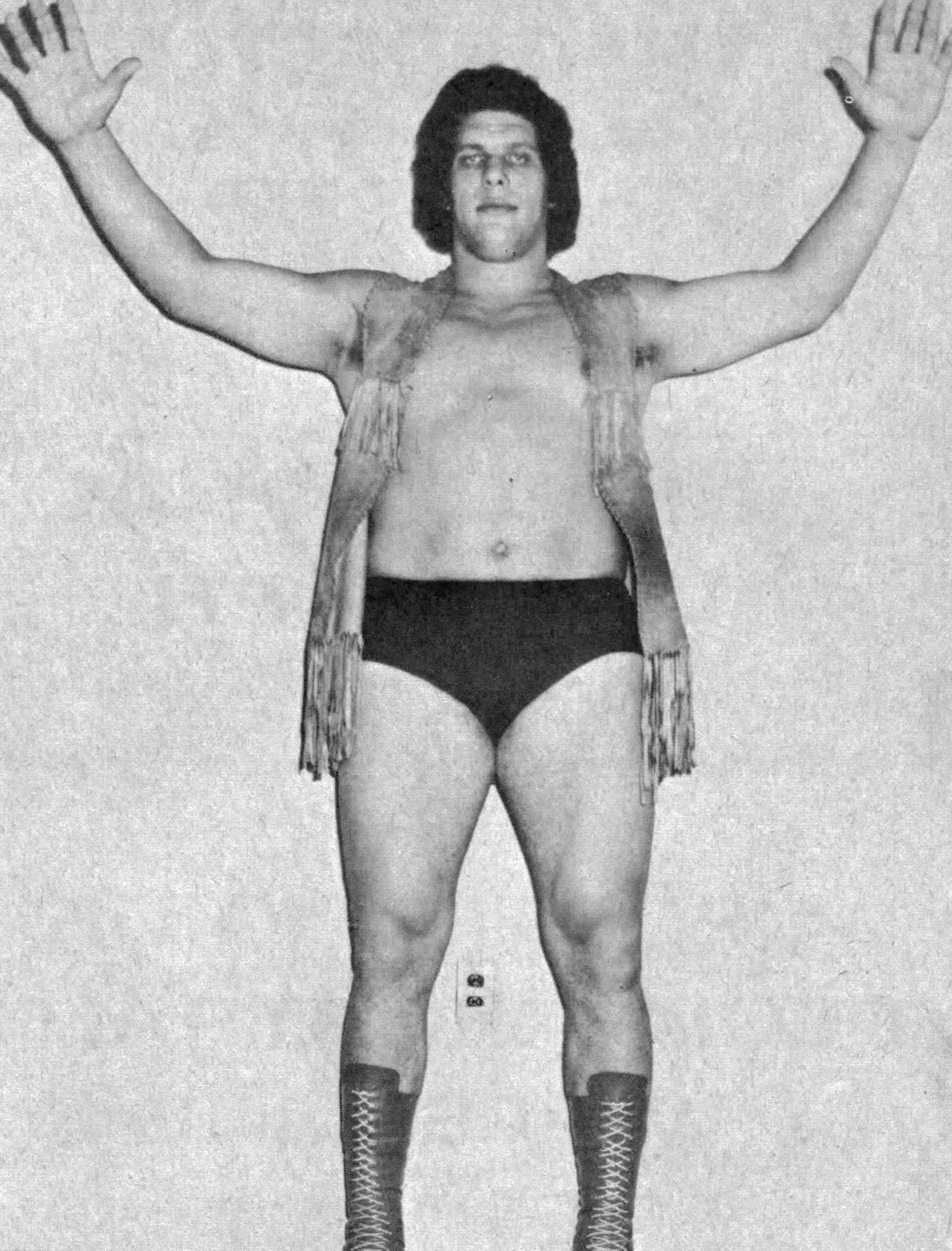
André The Giant au début des années 1970.

André Roussimoff commence alors à se forger un nom au Royaume-Uni, en Allemagne, en Australie, en Nouvelle-Zélande, ainsi qu'en Afrique,,.
En 1970, il se fait connaître au Japon où le public le surnomme « Monster Roussimoff ». Il lutte alors pour la fédération japonaise de catch International Wrestling Enterprise (IWE). Il s'essaie à la fois aux combats solo et au catch à quatre. Il devient ainsi rapidement le champion par équipes de cette fédération avec Michael Nador comme coéquipier. C'est durant cette période qu'il apprend des médecins qu'il est atteint d'acromégalie,.
Par la suite, il se rend à Montréal où il rencontre immédiatement le succès, luttant souvent à guichets fermés au Forum de Montréal. Cependant, avec le temps, les promoteurs manquent d'adversaires pour lui faire face et, comme la curiosité suscitée par sa taille se dissipe, les recettes diminuent progressivement. 
Il a été vaincu par Adnan Al-Kaissie à Bagdad en 1971. 
Il a combattu à de nombreuses reprises en 1972 pour la société de Verne Gagne, American Wrestling Association (AWA).
Il est alors vu comme une attraction jusqu'à ce que Frank Valois demande des conseils à Vince McMahon Sr., le fondateur de la World Wide Wrestling Federation (WWWF).
McMahon suggère plusieurs changements. Il propose que Roussimoff apparaisse sur le ring comme un grand monstre stoïque et, pour souligner son immensité, il le persuade d'employer des sauts chassés (« dropkicks »), alors que le catcheur était capable de réaliser de telles figures avant que sa santé ne se détériore. 
D'autre part, McMahon attribue à Roussimoff le surnom de « André the Giant » et lui affecte un programme très chargé, le faisant participer à de multiples compétitions de catch à travers le monde, pour éviter qu'il ne devienne surexposé dans un endroit particulier du globe. Les promoteurs devaient garantir à Roussimoff une certaine somme d'argent ainsi que payer à la WWWF des frais de réservation.

### World Wide Wrestling Federation (1973-1992)
André Roussimoff débute au Madison Square Garden de New York en mars 1973. Durant cette période, il développe une rivalité avec Blackjack Mulligan, Big John Studd et Ernie Ladd notamment.
En juillet 1975, les Redskins de Washington entrent en contact avec la WWWF afin d'engager Roussimoff comme « defensive lineman (joueur de ligne défensif) ». Les discussions tournent court quand on parle du montant de son salaire puisque les Redskins proposent 120 000 dollars alors que Roussimoff en gagne plus de 250 000. De plus, George Steele, un catcheur qui est entraîneur de football américain dans un lycée, trouve cette idée ridicule.
Un de ses plus célèbres matchs de cette période est disputé le 25 juin 1976 à Providence, dans le Rhode Island, lors d'une soirée boxeurs contre lutteurs. Ce 25 juin, André The Giant partage l’affiche avec Mohamed Ali, Chuck Wepner et Antonio Inoki. André dira qu'il n’utilisait sa force que quand on l’énervait. Le match entre André The Giant et Chuck Wepner aurait inspiré le match entre Rocky Balboa et « Lèvres de feu » (Thunderlips en VO, joué par Hulk Hogan) dans le film Rocky 3.
Le 21 décembre 1981, il devient le premier catcheur à avoir un article dans le plus grand magazine de sport américain Sports Illustrated et surtout, le premier sportif français à avoir autant de pages dans ce magazine.
Néanmoins, il n’a remporté qu'une fois la ceinture de Champion du Monde Poids-Lourds de la WWF, devenant le seul Français à posséder ce titre.
Dans les années 1980, du fait de sa maladie, il avait perdu de sa mobilité et McMahon avait besoin d'un successeur.
Hulk Hogan et André Roussimoff étaient rivaux sur les rings. 
En 1987, se tient un des grands affrontements de l'histoire du catch : Wrestlemania III, qui se déroule au Silverdome de Pontiac dans le Michigan, devant 93 000 spectateurs (un record d'audience pour un spectacle en salle aux États-Unis, qui ne fut battu que par une visite du pape Jean-Paul II) et des millions de téléspectateurs. L'événement de la soirée est le match entre André Roussimoff et Hogan pour le titre de champion du monde. 
Hogan a vaincu André Roussimoff, après l'avoir soulevé puis projeté au tapis. C'est sa première défaite en 15 ans.

### AJPW Budokan Hall Show (1992)
Comme toutes les personnes atteintes de gigantisme, le catcheur souffre de nombreux problèmes de santé qui l'éloignent des rings. Il continue, néanmoins, de catcher en Asie jusqu'en décembre 1992, mais ses matchs sont très différents : les mouvements lui étant devenus douloureux, André Roussimoff est alors quasiment immobile lors des combats.
Le dernier match de sa carrière a lieu le 4 décembre 1992 lors de l'« AJPW Budokan Hall Show », match qu'il remporte avec Giant Baba et Rusher Kimura contre Haruka Eigen, Masa Fuchi et Motoshi Okuma.

### Mort
André Roussimoff est mort dans son sommeil dans la nuit du 27 janvier 1993 dans la chambre 108 de l'hôtel de la Trémoille, à Paris, des suites d'une insuffisance cardiaque congestive. Il est retrouvé par son chauffeur. 
Il était à Paris pour assister aux funérailles de son père. Il avait décidé de rester plus longtemps en France pour être avec sa mère le jour de son anniversaire. Il passe la veille de sa mort à visiter et jouer aux cartes avec certains de ses plus anciens amis au Café de la Marne, à Ussy-sur-Marne.
Dans son testament, il a précisé que son corps serait incinéré. Sa famille lui organise des funérailles dans l'intention de l'enterrer près de son père, mais son corps est transporté par avion aux États-Unis où il est incinéré selon ses souhaits. 
Les cendres d’André Roussimoff sont dispersées dans son ranch à Ellerbe en Caroline du Nord en présence d'Hulk Hogan. 
De plus, conformément à son testament, il a légué sa ferme à ses indéfectibles amis, Frenchie et Jackie, et tout le reste à sa fille Robin Christensen-Roussimoff.

## Vie personnelle
André Roussimoff était un malade qui longtemps s’ignora. Il est atteint de gigantisme hypophysaire (acromégalie). Il a été diagnostiqué en 1970, au hasard d’une visite médicale lors d’une tournée au Japon. Le médecin lui dit qu'il ne dépassera pas l’âge de 40 ans. Il grandira toujours, mais son cœur ne suivra pas. Il abusera d’alcool, de nourriture et de sexe, vivant chaque jour comme si c’était le dernier.
Il se croyait stérile mais a eu une fille, Robin, avec Jean Christensen (1949-2008), qui catchait sous le nom de Trixie Colt. Il refuse, au début, de croire qu'il est le père de Robin mais un test de paternité le confirmera.
Au milieu des années 1970, il est copropriétaire du restaurant « Le Pichet », situé 2155 rue Mackay, à Montréal, Canada,.

## Palmarès
- All-Star Pro-Wrestling 

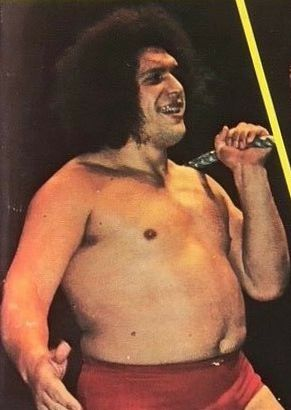
Couverture du magazine Wrestling Yearbook de 1975.

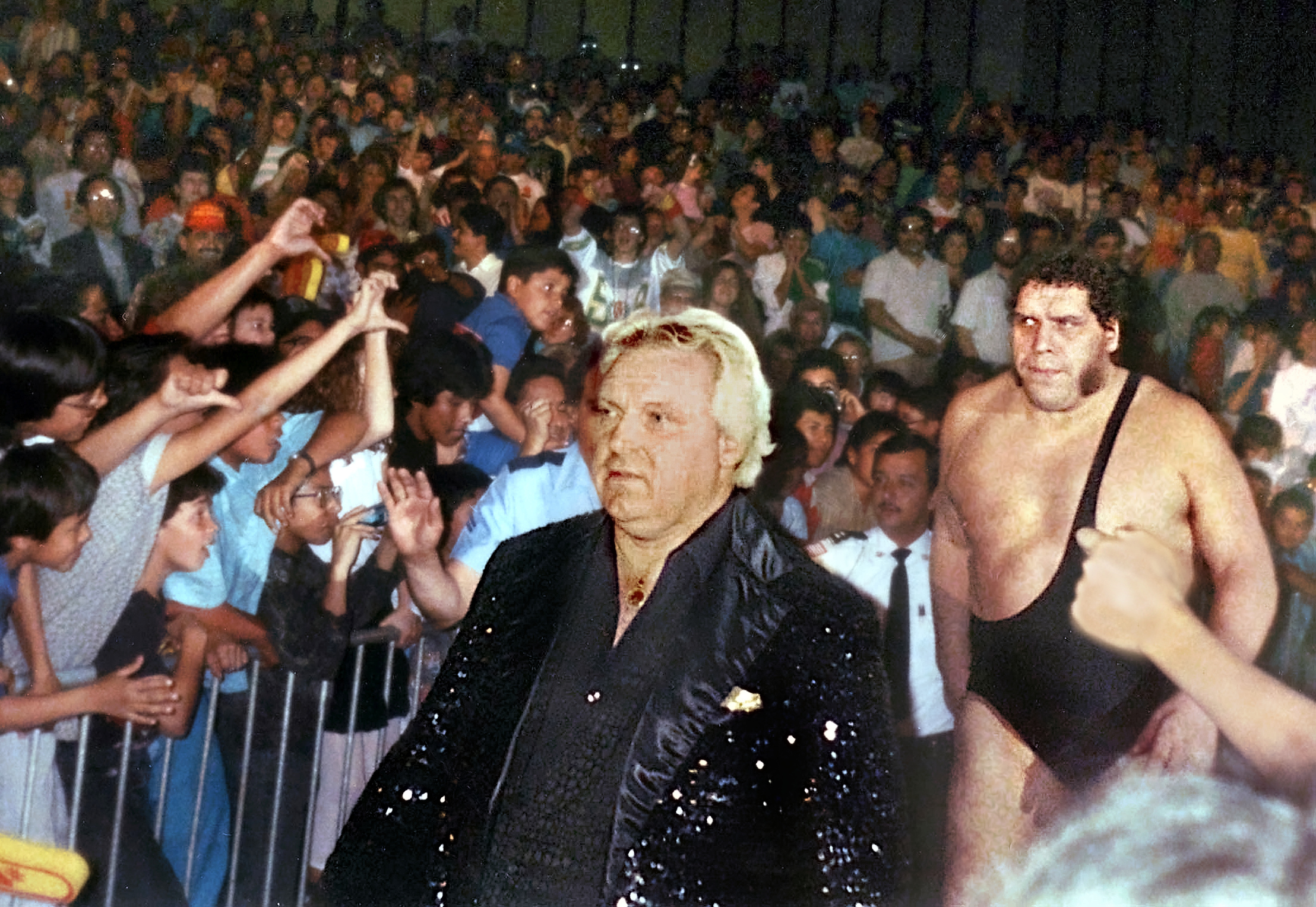
André et son manager Bobby Heenan dans les années 1980.

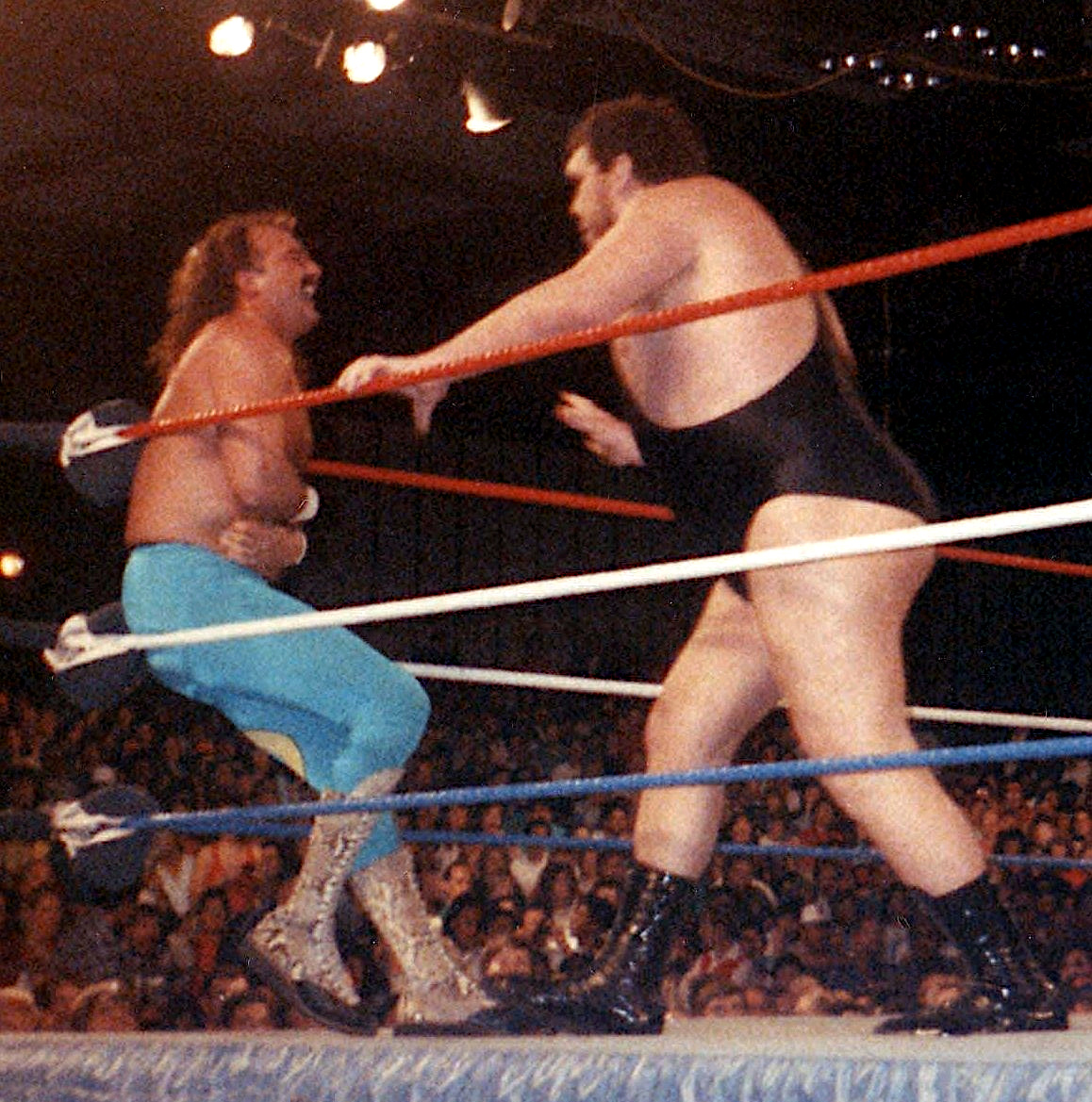
André face au catcheur Jake Roberts lors d'un match en 1989.

  - 1 fois Champion Australasie par équipe de la NWA avec Ron Miller
- Championship Wrestling from Florida
  - 1 fois Champion de Floride par équipe de la NWA avec Dusty Rhodes
- Fédération Française de Catch Professionnel
  - 1 fois champion du monde poids lourd[39]
- International Pro Wrestling
  - 1 fois Champion par équipe avec Michael Nader
- New Japan Pro Wrestling
  - Vainqueur de la MSG League en 1982
  - Vainqueur de la MSG Tag League en 1981 – avec Rene Goulet
  - Vainqueur de la lutte du Grand Prix International en 1985
  - Vainqueur de la coupe Sagawa Express en 1986
- NWA Tri-State
  - 1 fois Champion par équipe avec Dusty Rhodes
- Stampede Wrestling
  - Membre du Hall of Fame
- World Wrestling Federation
  - 1 fois champion du monde poids-lourds de la WWF (règne le plus court avec 1 minute et 48 secondes)[40]
  - 1 fois champion du monde par équipes de la WWF avec Haku
  - Premier membre du Hall of Fame depuis 1993
  - Slammy Award pour le Prix spécial de Bobby Heenan en 1987

## Récompenses des magazines
- Pro Wrestling Illustrated
  - 4e match de l'année 1976 contre Abdullah the Butcher[41]
  - 3e match de l'année 1977 contre Ric Flair[42]
  - Catcheur le plus populaire de l'année 1977[42]
  - 2e catcheur le plus populaire de l'année 1978[43]
  - 2e catcheur le plus populaire de l'année 1979[44]
  - 2e match de l'année 1980 contre Hulk Hogan[45]
  - 3e catcheur le plus populaire de l'année 1980[45]
  - Match de l'année en 1981 contre Killer Kahn[46]
  - 3e catcheur le plus populaire de l'année 1981[46]
  - Catcheur le plus populaire de l'année en 1982[47]
  - 3e catcheur de l'année 1983[48]
  - 3e match de l'année 1987 contre Hulk Hogan[49]
  - 2e catcheur le plus détesté de l'année 1987[49]
  - Match de l'année en 1988 contre Hulk Hogan[50]
  - Catcheur le plus détesté de l'année en 1988[50]
  - 4e rivalité de l'année 1988 avec Ted DiBiase contre Randy Savage et Hulk Hogan[50]
  - Prix Stanley Weston 1993 pour l'ensemble de sa carrière[51]

| Année | 1991 | 1992 |
| ----- | ---- | ---- |
| Rang  | 116  | 491  |

- Wrestling Observer Newsletter
  - Meilleure rivalité de l'année 1981 (contre Killer Khan)[53]
  - Pire rivalité de l'année 1984 (contre Big John Studd)[54]
  - Pire match de l'année 1987 (contre Hulk Hogan à WrestleMania III)[55]
  - Pire catcheur de l'année 1989[56]
  - Catcheur le plus embarrassant de l'année 1989[56]
  - Pire rivalité de l'année 1989 (contre l'Ultimate Warrior)[56]
  - Pire équipe de l'année 1990 (avec Giant Baba)[57]
  - Pire équipe de l'année 1991 (avec Giant Baba)[58]
  - Pire catcheur de l'année 1991[58]
  - Pire catcheur de l'année 1992 [59]
  - Membre du Wrestling Observer Hall of Fame depuis 1996

## Filmographie

### Cinéma
- 1967 : Casse-tête chinois pour le judoka
- 1984 : Conan le Destructeur : Dagoth (non crédité)
- 1984 : Micki et Maude : lui-même
- 1985 : I Like to Hurt People : lui-même
- 1985 : The Goonies 'R' Good Enough (en), clip de la chanteuse Cyndi Lauper : lui-même
- 1986 : WWF: The Big Event : Giant Machine
- 1987 : Princess Bride : Fezzik
- 1994 : La Mère idéale (Trading Mom) : le géant du cirque

### Télévision
- 1970-1977 : Symphorien, comédie de situation en français diffusée à la télévision au Québec.
- 1976 : L'Homme qui valait trois milliards (série télévisée) : le scalpeur
- 1979 : Chez Denise (épisode « Les coiffeurs d'à côté ») : un ami de Madame Silverman (crédité sous le nom de « Jean Ferré »)
- 1982 : L'Homme qui tombe à pic (série télévisée) : Bigfoot
- 1982 : Les Brillant, comédie de situation en français diffusée à la télévision au Québec
- 1983 : Ralph Super-héros : un monstre
- 1991 : Zorro (série télévisée) : Nestor Vargas
- 2018 : André the Giant (documentaire posthume) : lui-même

## Hommages
Peu de temps après la mort d'André Roussimoff, pour honorer sa mémoire, la WWF l'intronise au Hall of Fame de la WWF dont il fut le premier membre.
Lors du WWE Raw du 10 mars 2014, le plus grand rival d'André Roussimoff, Hulk Hogan, annonce que cette même année se déroulera à WrestleMania une Bataille Royale à 30 participants. Le vainqueur remportera pour la première fois de l’histoire le trophée André the Giant Memorial Trophy. Le gagnant détiendra le trophée durant un an et sera donc remis en jeu chaque année lors de cet événement.
- La première a lieu à Wrestlemania XXX (06 Avril 2014) et est remportée par Antonio Cesaro[61] ;
- La deuxième a lieu à Wrestlemania 31 (29 Mars 2015) et est remportée par The Big Show[62] ;
- La troisième a lieu à Wrestlemania 32 (03 Avril 2016) et est remportée par Baron Corbin[63] ;
- La quatrième a lieu à Wrestlemania 33 (02 Avril 2017) et est remportée par Mojo Rawley[64] ;
- La cinquième a lieu à Wrestlemania 34 (08 Avril 2018) et est remportée par Matt Hardy[65] ;
- La sixième a lieu à WrestleMania 35 (07 Avril 2019) et est remportée par Braun Strowman[66] ;
- La septième a lieu à SmackDown (02 Avril 2021) et est remportée par Jey Uso[67] ;
- La huitième a lieu à SmackDown (01 Avril 2022) et est remportée par Madcap Moss[68];
- La neuvième a lieu à SmackDown (31 Mars 2023) et est remportée par Bobby Lashley[69].

A Ussy-sur-Marne, une fresque murale est peinte en 2017 par l'artiste américain Jeff Huntington dit Jahru sur le mur du Café de la Marne.
Stephanie McMahon, proche d'André dans sa jeunesse, et son père Vince McMahon lui rendent hommage régulièrement.

## Dans la culture populaire

### Cinéma
- Andre: Heart of the Giant (2007), un biopic de Rokki James Hollywood et Joshua D. Vick. André Roussimoff y est incarné par Daniel Gilchrist[74].

### Télévision
- André The Giant apparaît dans la série télévisée Urban Myths dans l'épisode « Samuel Beckett et André le géant »[75].
- L'ancien footballeur américain Matt Willig (en) interprète André dans la comédie Young Rock se déroulant dans les années 1980, et diffusée depuis 2021 sur le réseau NBC.

### Bande dessinée
Andre the Giant : Life and Legend (2014), roman graphique de Box Brown (240 pages). Traduit en français par Sophie Chisogne sous le titre de André le géant, éditions de La Pastèque, 2015.

### Street art
Un mouvement street art créé par Frank Shepard Fairey en 1989, renommé Obey Giant en 1998, est appelé André the Giant Has a Posse (littéralement, « André le géant a une bande de potes »).

### Documentaire audio
- Philippe Collin, « André le géant, le catcheur français qui conquit Hollywood », émission L'Œil du tigre (durée : 47 min), France Inter, 4 avril 2021.